# Barbara Holland-Cunz
Barbara Holland-Cunz (* 10. Juli 1957 in Frankfurt am Main) ist eine deutsche Politikwissenschaftlerin und Professorin für Politikwissenschaft mit dem Schwerpunkt Frauenforschung an der Justus-Liebig-Universität Gießen.

## Leben und Wirken
Barbara Holland-Cunz studierte Politikwissenschaft, Soziologie und Germanistik. Von 1988 bis 1993 arbeitete sie als wissenschaftliche Mitarbeiterin an der Johann Wolfgang Goethe-Universität Frankfurt am Main, ab 1993 als Hochschullehrerin am Otto-Suhr-Institut der Freien Universität Berlin. Seit 1995 hat sie die Professur für das Fachgebiet „Politikwissenschaft mit dem Schwerpunkt Frauenforschung“ in Gießen inne und war bis Dezember 2017 Leiterin der Arbeitsstelle Gender Studies. 2000 hatte sie eine Gastprofessur am Institut für Politikwissenschaft der Leopold-Franzens-Universität Innsbruck.
Holland-Cunz gehört unter anderem zum wissenschaftlichen Beirat der Zeitschrift Gender und zum Kuratorium von Mehr Demokratie. In der Deutschen Vereinigung für Politische Wissenschaft war sie Vorsitzende des Ständigen Ausschusses für Fragen der Frauenförderung und von 2011 bis 2017 Mitglied der Ethikkommission.
Seit 2021 ist sie Mitglied im Netzwerk Wissenschaftsfreiheit.

## Forschungsschwerpunkte
Die Schwerpunkte von Barbara Holland-Cunz in Lehre, Forschung und Publikationen sind Politische Theorie, Partizipation, Frauenbewegung, Gleichstellungspolitik, Wissenschaftstheorie und Naturphilosophie.

## Schriften
Monografien
- Die Natur der Neuzeit. Eine feministische Einführung, Verlag Barbara Budrich, Opladen 2014 (Rezension in der Annotierten Bibliografie der Politikwissenschaft).
- Gefährdete Freiheit. Über Hannah Arendt und Simone de Beauvoir, Barbara Budrich, Opladen / Berlin / Toronto 2012.
- Die Regierung des Wissens. Wissenschaft, Politik und Geschlecht in der "Wissensgesellschaft", Barbara Budrich, Opladen 2005.
- Die alte neue Frauenfrage, Suhrkamp Frankfurt am Main 2003; 2. unveränderte Auflage 2007.
- Feministische Demokratietheorie. Thesen zu einem Projekt, Leske & Budrich, Opladen 1998.
- Soziales Subjekt Natur. Natur- und Geschlechterverhältnis in emanzipatorischen politischen Theorien, Campus, Frankfurt / New York 1994. Spanische Übersetzung: Ecofeminismos, Ediciones Cátedra, Madrid 1996 (erneut gedruckt 2022).
- Utopien der Neuen Frauenbewegung. Gesellschaftsentwürfe im Kontext feministischer Theorie und Praxis, Corian, Meitingen 1988.

Editionen (Auswahl)
- Feministische Utopien – Aufbruch in die postpatriarchale Gesellschaft. Wimmer, Meitingen, 1986.
- Demokratie oder Androkratie? Theorie und Praxis demokratischer Herrschaft in der feministischen Diskussion, mit Elke Biester/Birgit Sauer. Campus, Frankfurt / New York 1994.
- Das unsichtbare Geschlecht der Europa. Der europäische Einigungsprozeß aus feministischer Sicht, mit Elke Biester / Mechtild Jansen / Eva Maleck-Lewy / Anja Ruf / Birgit Sauer. Campus, Frankfurt / New York 1994.
- Frauenpolitische Chancen globaler Politik. Verhandlungserfahrungen im internationalen Kontext, mit Uta Ruppert. Leske & Budrich, Opladen 2000.
- Grenzen der Bevölkerungspolitik. Strategien und Diskurse demographischer Steuerung, mit Diana Auth. Barbara Budrich Opladen/Farmington Hills 2007.
- Genderzukunft. Zur Transformation feministischer Visionen in der Science Fiction, mit Karola Maltry / Susanne Maurer / Nina Köllhofer / Rolf Löchel. Helmer Verlag, Königstein/Taunus 2008.

## Auszeichnungen
- 2006 wurde Barbara Holland-Cunz mit dem Wissenschaftspreis der Deutschen Vereinigung für Politische Wissenschaft für ihr Buch Die Regierung des Wissens. Wissenschaft, Politik und Geschlecht in der Wissensgesellschaft ausgezeichnet.[4]